# Histoire de l'Occitanie pendant les Trente Glorieuses
 (octobre 2013).
Si vous disposez d'ouvrages ou d'articles de référence ou si vous connaissez des sites web de qualité traitant du thème abordé ici, merci de compléter l'article en donnant les références utiles à sa vérifiabilité et en les liant à la section « Notes et références ».
Situation de l'Occitanie au sortir de la Seconde Guerre mondiale.

## Effondrement économique
Entre 1943 et 1953, ce ne seront pas moins de treize exploitations de bauxite du Var qui seront fermées, en dépit de la production annuelle de 800 000 tonnes. De la même manière, la chute inexorable du secteur minier cévenol vit le nombre de travailleurs passer de 20 000 en 1946 à 12 000 en 1949. Parallèlement, à Alès, la production va chuter de 3,1 millions de tonnes en 1953 à 2,28 millions en 1954, pour remonter à 2,6 millions en 1960 et finir à 2,5 millions en 1966 ; le nombre d'employés passera lui de 5 000 ouvriers en 1950 à 3 000 en 1958.
L'Occitanie a payé un prix élevé à la crise du charbon, non seulement au niveau français mais également européen, qui fut à l'origine de la création de la Communauté européenne du charbon et de l'acier (CECA) qui allait devenir la Communauté économique européenne (CEE). En 1948 fermèrent également les mines de lignite de Lacauneta et Lamòta, celles de houille de Plasença et les sites de transformation de Pont-Saint-Esprit et Le Bosquet-de-l'Orb (Hérault).
L'agriculture ne fut pas non plus épargnée. En 1951, en Camargue, quelque douze fermes possédaient 60 % de la terre cultivable et contrôlaient la moitié de la production de riz tandis que dans le bas Languedoc, quelque quatre-vingt-dix-sept propriétaires se partageaient 5 477 hectares. Entre 1962 et 1972, près de 40 000 hectares du Languedoc passèrent aux mains de propriétaires étrangers.
À cette époque, les principaux syndicats paysans étaient le Mouvement de défense des exploitants familiaux (MODEF), d'obédience communiste, et le Mouvement syndical des travailleurs paysans (MSTP), socialiste. Commence alors le « plan Veau » avec l'objectif de liquider la petite exploitation familiale, car le parcellement rend l'exploitation difficile, mais on ne put éviter la naissance en 1958 de 229 sociétés viticoles dont 70 étrangères. 1955 verra la naissance de la « Compagnie nationale du bas Rhône-Languedoc » dont le but sera de récupérer de nouvelles terres et de développer le secteur touristique.
En 1960 est créée une usine d'aluminium à Noguères (Aquitaine), mais, en 1962, le gouvernement français décide de façon totalement arbitraire la fermeture du complexe minier et industriel de Decazeville, fait qui sera alors considéré comme le catalyseur des revendications occitanes modernes. Robert Lafont voit les causes du sous-développement de la région dans la pauvreté du sol et la basse rentabilité par l'État, le manque de vision des intérêts régionaux, la crise démographique et le manque de possessions des moyens de distribution. Cependant, l'Occitanie n'est pas une région pauvre. À Péchiney (Ariège) est produit le cinquième de l'aluminium français et Toulouse emploie 14,7 % des ouvriers français des secteurs chimique et aéronautique. Encore et toujours, le Languedoc de 1963 n'avait que deux entreprises employant plus de cent personnes et avec la capitale régionale (l'une d'elles étant Explosius Rey à Nîmes), tandis que 96,6 % des ateliers employaient moins de vingt personnes et 79,8 % en employaient moins de trois. En Provence la situation était identique, hormis pour les entreprises de Paul Ricard.
De plus, 1966 vit la fermeture des arsenaux de Port-de-Bouc (Provence) et l'ouverture des raffineries pétrolières de Fos, étang de Berre, Frontignan et d'Ambès qui, bien que créant des emplois, provoquent de nombreuses pollutions et quelques catastrophes écologiques que tenta de réduire la création, en 1972, du Parc naturel régional de Camargue, près des Saintes-Maries-de-la-Mer, avec 80 000 hectares de marais et de milieux aquatiques protégés.

## Formation de l’occitanisme
La fin de la guerre sera marquée en Occitanie par un patriotisme français triomphant. Les collaborateurs occitans furent poursuivis, et les résistants souvent attaqués tant par les gaullistes que par les communistes. À Limoges, pour finir, il y a une résistance occitane à l'intérieur des autorités gaullistes, et le général de Gaulle lui-même vint à Toulouse pour désarmer le maquis qui ne voulait pas rendre les armes prétextant la volonté de venir en aide aux résistants républicains basques et catalans.
C'est dans ce contexte que le 24 avril 1945 la SEO céda le pas définitivement au nouvel Institut d'études occitanes (IEO), à Toulouse, qui édite les revues Òc et Annales de l'IEO qui veulent promouvoir la culture occitane et revendiquer l'enseignement de l'occitan à l'école tandis qu'ils proposent une graphie unifiée. C'est ainsi que Joan Bozet, en 1952, avec l'aide de Pierre Bec et Louis Alibert, permit que le gascon s'adapte définitivement à la graphie occitane malgré l'opposition de l'école Gaston-Febus (bien qu'en 1951 R. Lafont ait fait de même avec le provençal).
Cette nouvelle génération occitane va promouvoir en 1946 la création de la revue L'Ase Negre (l'Âne noir), de caractère culturel à laquelle participèrent Lafont, Cubainas, Pèire Lagarda, Leon Còrdas, Max Roqueta et Fèlis Castanh, chacun représentant différentes tendances politiques. Les efforts et pressions de l'IEO, à l'instar de Pèire Lois Berthaud qui occupait alors la charge d'ambassadeur français à l'Unesco, menèrent en 1951 à l'approbation par l'Assemblée nationale de la « loi Deixonne » du 11 janvier qui autorisa l'enseignement des langues régionales dans le secondaire et dans les universités. Elle fut rapidement mise en pratique à Montpellier mais ne fut pas améliorée avant fin 1966, et de fait n'entra pas en vigueur sur la totalité du territoire occitan avant l'approbation de la « loi Haby » de 1975.

## Le «félibrisme» moderne
Les félibres, malgré leur dépréciation, continuèrent leur œuvre culturelle, étant donné qu'ils étaient supérieurs en nombre aux occitanistes. Ils pouvaient compter avec des organisations de prestige telles l'école Gaston-Fébus de Gascogne, la revue Lemouzi (revue régionaliste limousine fondée en 1893) et l'école occitane de P. Salvat (comptant 200 membres), fondateur également du groupe des « Prieurés et religieux amis de la langue d'Oc » (PRALO). Ils considéraient les occitanistes comme des hérétiques, déjà qu'ils considéraient que chaque dialecte occitan était original et que l'unité linguistique était une utopie, et ceux-ci les accusèrent de « folkloriser » la langue.
Cependant, le manque de meneurs charismatiques (Marius Jouveau et Arnavielle étant morts) fit passer pratiquement inaperçu de l'opinion publique le centenaire de la fondation du Félibrige de 1954. Renié Joveau (1906-1997) et Suli-Andrièu Peyre vont créer en 1951 le Groupement d'étude provençal (considéré par beaucoup comme un second Font Segunha), une tentative d'alternative à l'IEO et ainsi réhabiliter le mouvement. Ils obtinrent la fondation de la Guiena de l'école félibre Lo Bornat de Perigús, l'une des plus actives alors, l'école de Jansemin à Agen et l'école Carsinolo en Quercy, mais Enric Mouly et Rogèr Lapassada obtinrent que les associations félibres du Rouergue et du Bearn adoptassent les normes de l'IEO. Par le fait, le Languedocien Rogièr Barta (1911-1981), fils d'Emili, va tenter de lancer durant les années 1950 une « Fédération internationale d'action latine » pour promouvoir l'union des nations latines, mais sans résultat.

## Occitanisme culturel et politique
Durant les années 1950, des personnalités telles que Lafont tentent de supplanter le félibre et le fédéralisme classique de Camprós, mais cela s'avère une tâche ardue à cause de la dispersion du groupe et des particularités régionales internes. En 1958, conjointement avec le groupe breton Ar Falz, ils mettent sur pied le Moviment laïc de las culturas regionalas (Mouvement laïque des cultures régionales) dans le but de promouvoir l'enseignement des parlers régionaux.
Simultanément, occitanistes et félibres s'accordent pour former en 1961 la Secció de llengues meridionals del Pen Club (Section des langues méridionales du Pen Club) sous la présidence de l'IEO avec trois vice-présidents félibres. Peu après, est formée l'Union culturala de païses d’Òc (Union culturelle des pays d'Oc) avec laquelle ils vinrent former partie du Conseil national de défense et promotion des langues de France, parallèmenet à l'IKAS (Iparralde), GREC (Catalogne Nord), Scola Corsa, René Schickele Kreis et Cercle Michel de Swaen. Le premier président était un occitan, André Chamson (1900-1983), qui affirmait que « bilingüisme es umanisme » (le bilinguisme est humanisme). En 1972, il fut remplacé par un autre écrivain occitan, Noël Mathieu, plus connu sous le pseudonyme de Pierre Emmanuel (1916-1984).
D'un autre côté, à partir de 1955, Jean Boutière, ancien directeur de l'Institut d'études provençales de la Sorbonne, va promouvoir les Congrès de langue et littérature occitanes, qui se tiendront à Avignon (1955), Aix-en-Provence (1958), Bordeaux (1961), Avignon (1964) dans lequel participèrent des universitaires de dix-neuf pays, Nice (1967), Montpellier (1970) et Pau (1973).
En 1959, François Fontan (1929-1979), fonde le Partit nacionalista occitan (Parti nationaliste occitan), premier parti nationaliste.

## La lutte pour la terre
Les années 1960 sont caractérisées par un déclin catastrophique de l'usage de la langue, une crise économique larvaire, l'invasion touristique, la nécrose sociale due au vieillissement chronique de la population dans certains départements, la dégradation du tissu industriel des petites et moyennes entreprises dans le secteur du textile ainsi que par le rapatriement massif d'un million et demi de rapatriés d'Algérie (“Pieds Noirs“) dont certains vont bénéficier d'une aide financière leur permettant de s'installer dans l'agriculture.
Le 4 février 1962 se forme à Narbonne le “Comité occitan d'études et d'action“ (COEA). Il se veut à la fois groupe de pression et club d'opinion. Il édite, dès 1964, la revue Viure, sous l'influence des thèses tiers-mondistes de Frantz Fanon. Le COEA dénonce la situation occitane comme celle d'un “colonialisme intérieur“ qu'il définit comme une dépendance économique à laquelle s'ajoute une aliénation culturelle.
C'est également à cette époque que se déroule à La Salle (Décazeville) la première “grève régionale“ qui bénéficie du soutien de l'IEO. Elle permet au COEA de fonctionner comme un club de réflexion analogue à ceux qui autorisent au même moment François Mitterrand de prendre la direction de l'opposition au gouvernement du général de Gaulle. C'est dans ces conditions que la droite française découvre le problème occitan. Cependant, le COEA rejette l'indépendantisme ainsi que l'application mécanique d'une stratégie tiers-mondiste à une réalité économique, sociale et politique européenne. Il voit la solution politique au problème occitan comme un mélange de régionalisme, d'occitanisme culturel et de socialisme. C'est ainsi qu'en 1964, Robert Lafont aurait publiquement apporté son soutien à François Mitterrand lors de la “Convention des institutions républicaines“. Quoi qu'il en soit, cette prise de position est suivie, peu de temps après, par l'ensemble du COEA qui s'y rallie également. D'ailleurs, au second tour de l'élection présidentielle française de 1965, Mitterrand remporte la majorité dans tous les départements occitans. C'est aussi l'époque où l'émission de télévision de Stellio Lorenzi "La Caméra explore le temps : les Cathares" permet au peuple occitan de découvrir son Histoire. Les journaux présenteront la courte défaite de F. Mitterrand aux élections présidentielles comme celle du "Président des Cathares".
C'est aussi à ce moment que se dessine l'opposition politique entre une France du Sud, qui vote majoritairement socialiste, et une France du Nord résolument gaulliste (en fait la situation est plus nuancée puisque l'on peut distinguer une “Occitanie rouge“, au sud d'une ligne allant de Draguignan à Limoges, et une “Occitanie blanche“ plus au nord). Cette évolution politique suscite néanmoins la montée en puissance de mouvements militants occitanistes nouveaux. Ils apportent de nouvelles dimensions aux revendications économiques des viticulteurs et des mineurs.
C'est dans ce contexte d'effervescence politique et sociale que Lutte occitane est créée en 1971 à partir du Comitat Occitans d'Estudis et d'Accion (COEA). Lutte Occitane est un mouvement politique composé principalement de syndicalistes agricoles (appartenant aux Comités d’action viticole en Languedoc et au mouvement “Paysans Travailleurs“, ancêtre de la Confédération paysanne, en Provence), d'universitaires, d'enseignants et d'étudiants. Ce nouveau mouvement politique occitan est présent dans toute l'Occitanie : il tient ses AG en Languedoc, en Gascogne, mais aussi en Auvergne ou en Provence. Il publie régulièrement un journal, Lutte Occitane, à partir de Toulouse, et une revue théorique, Occitània Passat et Present, à partir d'Antibes.
Lutte Occitane compte plus de 200 militants et joue un rôle politique dans l’histoire de l’occitanisme.
Lors de son assemblée générale à Couiza (Aude), puis lors de son premier congrès à Carmaux, elle définit l'Occitanie comme une nationalité populaire, c'est-à-dire comme une nation putative mais putative seulement : sa renaissance n'étant pas acquise d'avance. Elle va dépendre de l'évolution du contexte et, par-dessus tout, de la capacité des acteurs occitans à s'y insérer à partir de leurs initiatives concrètes. Si cette nationalité peut être qualifiée de populaire, c'est qu'elle a été historiquement abandonnée par ses élites sociales traditionnelles (noblesse et bourgeoisie). C'est donc à la paysannerie, à la classe ouvrière et la petite bourgeoisie, demeurées fidèles à la culture occitane, de reprendre le flambeau.
Lutte Occitane s'oppose, idéologiquement parlant, au nationalisme du PNO (Parti nationaliste occitan) : il suppose le problème national résolu. La nation occitane est, pour le PNO, un point de départ alors qu'elle sera un point d'arrivée pour Lutte Occitane.
Mais si Lutte Occitane affirme l'existence d'une nationalité populaire, matrice d'une nation en devenir, ce mouvement politique occitan reste néanmoins solidaire de l'union de la gauche française seule partie de la société politique hexagonale à prévoir, à cette époque, des réformes de décentralisation (concrétisées par les lois Gaston Defferre de 1981). Poble d'oc, né en 1972, regroupe, sous une tournure fédéraliste et libertaire, des militants issus de diverses tendances dont certains avaient milité un court moment à l'extrême droite. Après la mort en 1978 de son leader Jean-Louis Lin, dont le corps fut retrouvé dans la Seine, ce mouvement décline jusqu'à sa disparition en 1983.
En 1974 et après que l’administration ait empêché son candidat, Robert Lafont, de se présenter aux élections présidentielles au nom de l'ensemble des minorités nationales de l'Hexagone, Lutte Occitane lance et popularise le mot d’ordre “Volem Viure al Païs”. Lutte occitane se rapproche progressivement du PS et soutient son candidat  F. Mitterrand.
C'est aussi à cette époque que les revendications culturelles donnent naissance, en 1972, à la première Université occitane d'été : elle se tient à Villeneuve sur Lot mais d'autres vont suivre dans d'autres villes.